# 阮大鋮
阮大鋮（1587年—1646年），字集之，號圓海，又號百子山樵、石巢居士，直隸桐城縣（今安徽樅陽）阮家享堂人，祖籍京畿道京城（今陝西西安），徙懷寧，明末政治人物、戲曲家，明朝萬曆丙辰進士，南明弘光朝官至兵部尚書。清軍南下，阮大鋮降，隨清軍攻浙江仙霞關（今屬浙江）時，在五通嶺暴卒。

## 生平

### 天啟朝
早年出繼長房伯父阮以鼎為嗣子，後回歸二房本家。父阮以巽篤信佛法，此或與阮大鋮日後學佛有關。明朝萬曆三十一年（1603年）舉人，萬曆四十四年（1616年）登丙辰科進士，天启年間官給事中，因與左光斗同鄉，兩人本有交情，因此阮大鋮起初偏向東林黨。《東林點將錄》更擬之為《水滸傳》中的「沒遮攔」穆弘。後因東林黨趙南星等人阻礙他升官，遂轉而依附魏忠賢，造《百官圖》攻擊東林黨人。天启四年（1624年）阮大铖弹劾汪文言、左光斗，起初魏忠賢不知情，得知後又認為阮大鋮過於躁進，不過魏忠賢最終興起「汪文言獄」，東林黨六君子被捕。後來左光斗、楊漣等人冤死獄中，阮大鋮實已身在鄉里，並未參與此事，但他卻自詡：“我坐而運籌，能殺人於千里。”因此鄉里皆言「閹黨之惡行，皆出自阮大鋮」。

### 崇禎朝
崇禎二年（1629年），御史毛羽健彈劾大鋮為閹黨之人而罷官，因名列逆案，終崇禎一朝不得起用。罷官閑居，阮大鋮開始創作文學作品。崇禎八年（1635年），農民起義軍迫近桐城。大鋮避居南京，廣召勇士，當時復社中名士顧杲、楊廷樞、黃宗羲等憎惡其為人，作《留都防亂公揭》驅之，曰：“其惡愈甚，其焰愈張，歌兒舞女充溢後庭，廣廈高軒照耀街衢，日與南北在案諸逆交通不絕，恐嚇多端。”崇祯十一年，阮大铖在金陵倡立群社以图拉拢名流。

### 弘光朝
南明弘光朝立，由於朝中無人知兵，經馬士英推薦，官至兵部尚書，編《蝗蝻錄》，據《留都防亂公揭》欲捕殺黃宗羲等人。弘光元年四月初八，以結黨亂政為由逼雷演祚自盡。
弘光元年五月十五，清兵攻陷南京，阮大鋮由太平府逃往朱大典在浙江金華的軍營。朱大典兵糧充足，更有意要將軍務交由阮大鋮處理。軍中譁然，即以公檄聲討其罪名，逐之出境。不久隨方國安降清。

### 身死
清順治三年（1646年），阮大鋮隨清軍攻仙霞關（今屬浙江），在五通嶺上突然頭面腫脹，贝勒劝其留下养病，阮大鋮卻反駁說自身無病，認為此言是東林、復社之徒所造，要其不可聽信。到仙霞關下，阮大鋮下馬步行，且言“我精力百倍於汝後生也”，表示自己無病。不久“馬拋路口，身踞石坐”，僵仆石上死。時天氣炎熱，屍體潰爛，清軍草草收殮，不知埋在何處。

## 家庭

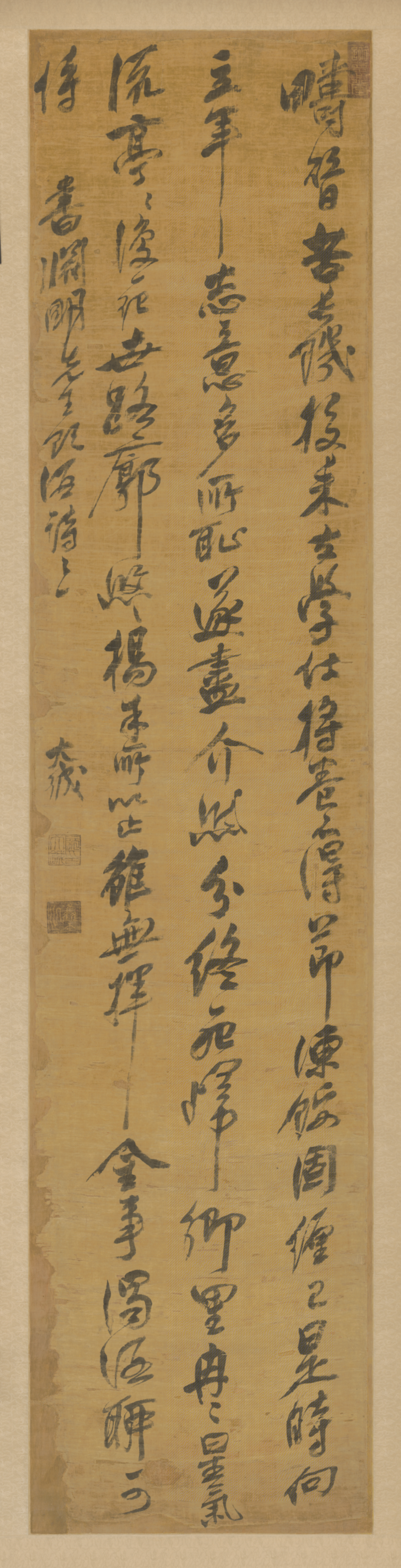
阮大铖行书陶渊明《饮酒·其十九》（北京故宫博物院藏）

女兒阮麗珍有“江南才女”之誉。

## 戲曲作品
阮大鋮品格卑劣，人惡其行穢，然其頗有才華，善詩詞。其詩摹仿陶淵明，錢鍾書批評他「著痕跡而落言詮」。降清之際，“诸公因闻其有《春灯谜》、《燕子笺》诸剧，问能自度曲否？即起执板顿足而唱，以侑诸公酒。诸公北人，不省吴音，乃改唱弋阳腔，（诸公）始点头称善，皆叹曰：‘阮公真才子也！’”。作傳奇戲曲有《春燈謎》、《燕子箋》、《雙金榜》、《牟尼合》、《忠孝環》、《桃花笑》、《井中盟》、《獅子賺》、《賜恩環》、《老門生》等十種。詩文有《詠懷堂全集》。

### 引用
1. ↑  .   [2019-04-14]. （原始内容存档于2019-04-14）.
2. ↑  .   [2019-04-14]. （原始内容存档于2019-04-14）.
3. ↑  康熙《懷寧縣志·選舉》：鶚之曾孫，（萬曆）癸卯科舉人。
4. ↑  《萬曆四十四年丙辰科進士履歷》：阮大铖，圆海，易三房，辛卯九月十九日生。怀宁县籍桐城人，癸卯五十五，会三百三十四，三甲十名。都察院政，丁巳授行人，辛酉考选，授户科給事中，癸亥升吏科右，巡视十庫，甲子升刑科左，本年升吏科都，侍养，乙丑升太常寺少卿，戊辰升光禄寺卿，本年养病，为民。曾祖鶚。祖自崙，舉人。父以巽，學正，封行人。
5. ↑  《崇禎長編》:“初，大鋮與左光斗同里，頗相善。天啟四年，吏科都給事中缺出，大鋮當敘補。適在家，光斗貽書勸之至京。”
6. ↑  《明史列傳》載：“大鋮自是附魏忠賢，與霍維華、楊維垣、倪文煥為死友，造《百官圖》，因文煥達諸忠賢。”
7. ↑  黄宗羲《思旧录》记载：“阮大铖招摇丰芑，以新声高会，网罗天下之士，人不知其为奄儿也。仲驭草《南都防乱揭》，以顾杲为揭首，列名士百余人。大铖窘甚，于是与仲驭伪贸首之仇矣。”
8. ↑  戴名世《宏光朝伪东宫伪后及党祸纪略》记载：“初大铖以逆案废锢，屏居金陵城南，涸于声伎。当是时，东南名士继东林而起，号曰复社，多聚于兩花、桃叶之间，臧否人物，议论蜂起，而礼部仪制司主事周镶实为盟主，其诋排大铖不遗余力。”
9. 1 2  《爝火录卷十六》，“大铖惊曰：‘我何病？我年虽六十，能骑生马，挽强弓，铁铮铮汉子也！我仇人多，此必东林、复社诸奸徒潜在此间，我愿诸公勿听！’已而又曰：‘福建巡抚已在我掌握中，诸公为此言得毋有异意耶？’”於是大鋮带病随军南征，越仙霞岭，眾將上馬缓行登山，而“大铖独下马，徒步而前，左牵马，右指骑（者）曰：‘我精力百倍于后生！’盖示壮以信其无病也。言讫，鼓勇先登。”
10. ↑  《明史卷308》：“大鋮投朱大典於金華，亦為士民所逐，大典乃送之嚴州總兵方國安軍。士英，國安同鄉也，先在其軍中。大鋮掀髯指掌，日談兵，國安甚喜。而士英以南渡之壞，半由大鋮，而己居惡名，頗以為恨。已，我兵擊敗士英、國安。無何，士英、國安率眾渡錢塘，窺杭州，大兵擊敗之，溺江死者無算。士英擁殘兵欲入閩，唐王以罪大不許。明年，大兵巢湖賊，士英與長興伯吳日生俱擒獲，詔俱斬之。事具國史。大鋮偕謝三賓、宋之晉、蘇壯等赴江幹乞降，從大兵攻仙霞關，僵僕石上死。而野乘載士英遁至台州山寺為僧，為我兵搜獲，大鋮、國安先後降。尋唐王走順昌。我大兵至，搜龍扛，得士英、大鋮、國安父子請王出關為內應疏，遂駢斬士英、國安于延平城下。大鋮方遊山，自觸石死，仍戮屍云。”
11. ↑  姚燮《今乐考证》“阮大铖”条：“近阮怀宁自为剧，命家优演之。怀宁死，优儿散于他室。李优者，但有客命为怀宁所撰诸剧，辄辞不能，复约其同辈勿复演。询其故，曰：“阿翁姓字不触起尚免不得人说，每一演其撰剧，座客笑骂百端，使人懊恼竟日，不如辞以不能为善也。”
12. ↑  《談藝錄》（二○）論阮大鋮詩
13. ↑  冒襄《往昔行跋》记有复社名士于崇祯十五年（1642年）前往观賞阮氏家班演出《燕子笺》之事：“则梁兄、李子建为首，约同人剧金，中秋夜为姬人洗尘于渔仲兄河亭。怀宁伶人《燕子笺》初演，尽妍极态，演全部白金一斤”。汪琬《题壮悔堂文集》又记崇祯十五年中秋节，侯方域宴請冒辟疆與董小宛之夜，阮氏家班曾至秦淮河演出《燕子笺》。

## 延伸阅读
[在维基数据编辑]
 《明史卷三百〇八》，出自《明史》
 在维基共享资源阅览影像
| 官衔          | 官衔                                    | 官衔                       |
| ------------- | --------------------------------------- | -------------------------- |
| 前任： 練國事 | 南明（南京）兵部尚書 弘光元年（1645年） | 繼任： 張肯堂 兵部尚書     |
| 前任： 練國事 | 南明（南京）兵部尚書 弘光元年（1645年） | 繼任： 邵輔忠 南京兵部尚書 |